# Frank von Behren
Frank von Behren   (Hille, 28 de setembre de 1976) és un jugador d'handbol alemany, ja retirat, guanyador d'una medalla olímpica. Va participar en els Jocs Olímpics de 2004 a Atenes amb la selecció alemanya, i hi va guanyar la medalla de plata. També va guanyar la medalla de plata amb la selecció alemanya al Campionat d'Europa de 2002.
A nivell de clubs jugà al GWD Minden (1996-2003), VfL Gummersbach (2003-2006), SG Flensburg-Handewitt (2006-2008) i novament el Minden (2008). El 2007 guanyà la Lliga de Campions de l'EHF amb el Flensburg.